# Haageocereus subtilispinus
Haageocereus subtilispinus ist eine Pflanzenart in der Gattung Haageocereus aus der Familie der Kakteengewächse (Cactaceae). Das Artepitheton subtilispinus bedeutet ‚fein, zart, dünn bedornt‘.

## Beschreibung
Haageocereus subtilispinus wächst mit von der Basis aus verzweigten, halbaufrechten, grünen Trieben, die bei Durchmessern von 3,5 bis 5 Zentimeter eine Länge von 0,5 bis zu 1 Meter erreichen. Es sind 15 bis 16 stumpfe Rippen vorhanden, die 3 bis 4 Millimeter hoch sind und auf denen sich weiße Areolen befinden. Die zehn bis 15 kräftigen, nadeligen bis pfriemlichen Mitteldornen sind gelblich bis schwarz und 1 bis 2 Zentimeter lang. Die 30 bis 40, nadeligen, leuchtend gelben Randdornen besitzen eine braune Spitze und weisen eine Länge von 3 bis 7 Millimeter auf. 
Die weißen, sich weit öffnenden und duftenden Blüten erreichen eine Länge von bis zu 7 Zentimeter und einen Durchmesser von 5,5 bis 6 Zentimeter. Die tönnchenförmigen bis verlängerten, roten Früchte weisen einen Durchmesser von 3 bis 5 Zentimeter auf.

## Verbreitung und Systematik
Haageocereus subtilispinus ist in Peru in der Region Arequipa bei Atico verbreitet.
Die Erstbeschreibung erfolgte 1981 durch Friedrich Ritter. Ein Synonym ist Haageocereus aticensis F.Ritter (1958, nom. inval. ICBN-Artikel 36.1 und 37.1).

## Nachweise